# Catasticta pharnakia
Catasticta pharnakia är en fjärilsart som beskrevs av Hans Fruhstorfer 1907. Catasticta pharnakia ingår i släktet Catasticta och familjen vitfjärilar.
Artens utbredningsområde är Peru. Inga underarter finns listade i Catalogue of Life.